# Nuculanida
Nuculanida (лат., возможное русское название — нукуланиды) — отряд морских двустворчатых моллюсков из подкласса первичножаберных (Protobranchia).

## Описание
Моллюски очень мелкого размера. Представители отряда отличаются наличием относительно примитивных жабр. Замок раковины с рядом коротких зубцов. Раковины часто бывают перламутровыми изнутри.

## Классификация
Классификация отряда была пересмотрена Joseph G. Carter и коллегами в их работе о систематике двустворчатых 2011 года:
- Надсемейство Malletioidea H. Adams & A. Adams, 1858 (d’Orbigny, 1846)
  - Семейство Malletiidae H. Adams & A. Adams, 1858 (d’Orbigny, 1846) — Маллецииды[5]
  - Семейство Cucullellidae P. Fischer, 1886
  - Семейство Pseudocyrtodontidae Maillieux, 1939
  - Семейство Strabidae Prantl & Růžička, 1954
  - Семейство Tindariidae Verrill & Bush, 1897
- Надсемейство Nuculanoidea H. Adams & A. Adams, 1858 (J. Gray, 1854a)
  - Семейство Nuculanidae H. Adams & A. Adams, 1858 (J. Gray, 1854a) — Нукуланиды[5]
  - Семейство Isoarcidae Keen, 1969b
  - Семейство Phaseolidae Scarlato & Starobogatov in Nevesskaja & others, 1971
  - Семейство Polidevciidae Kumpera, Prantl, & Růžička, 1960
  - Семейство Sareptidae Stoliczka, 1870 in 1870–1871
  - Семейство Zealedidae Scarlato & Starobogatov, 1979a